# Carroll Dunham
Carroll Dunham (* 1949 in New Haven, Connecticut) ist ein US-amerikanischer Künstler (Malerei, Zeichnungen, Grafik, Mixed Media, Skulpturen).
Seine Tochter Lena Dunham ist 2012 mit der HBO-Fernsehserie Girls berühmt geworden, worin auch ihr Bruder Cyrus Grace Dunham als Schauspieler auftritt. Carroll Dunham ist verheiratet mit der Künstlerin und Fotografin Laurie Simmons.
Carroll Dunham lebt und arbeitet in New York.

## Werk
Im Anschluss an seine künstlerische Ausbildung am Trinity College in Hartford entwickelte Carroll Dunham seit den frühen 1980er Jahren eine prägnante Formensprache, die sich durch alle Werksphasen hindurchzieht und sich konsequent weiter entwickelt.
Dunhams typische Charaktere entstehen in den Jahren 1994/1995 auf der Grundlage von Zeichnungen und Malereien organischer Formen, die der Künstler seit den 1980er Jahren im Sinne des automatischen Zeichnens der Surrealisten aus der Struktur verschiedener als Maluntergrund verwendeter Holzarten herausarbeitete.
Anfang 2000 entwickelt er einen phallusnasigen Charakter mit Hut und in Anzug, den er in den folgenden Werkserien ausarbeitet. Er bewegt sich häufig in Stadtlandschaften und erinnert, zunächst oft in schwarz-weiß gehalten, an eine Stilisierung der Helden der Kriminalliteratur der 1950er Jahre. Umso erstaunlicher ist, dass in der Serie Mule Mitte 2000 dieser Figur die Hose abhandenkommt und darunter eine große, rosa-fleischige Vagina zum Vorschein kommt. Um 2010 findet die weibliche Figur mit der Serie der Badenden wieder Einzug in das Werk Dunhams, die er mit der Mitte 2000 intensivierten Tree-Serie verbindet.
Dunhams Bildfindungen ziehen sich häufig durch verschiedene Medien, so dass ein Thema in Zeichnung, Druckgraphik und Malerei ausgearbeitet und variiert wird. Sexuelle Bezüge spielen, mit Hinweisen auf die Theorie Sigmund Freuds, aber auch deren so humorvolle wie drastische künstlerische Pointierung eine wichtige Rolle. Seine Arbeiten weisen Bezüge zu einer ganzen Reihe von Strömungen der Malerei des 20. Jahrhunderts auf, etwa Surrealismus, Action Painting, abstrakte Malerei und Pop Art.

## Öffentliche Sammlungen
- Albertina, Vienna
- Art Institute of Chicago, Chicago
- Astrup Fearnley Museum for Modern Art, Oslo
- Brooklyn Museum, Brooklyn
- Inhotim Centro de Arte Contemporânea, Brumadinho
- Cleveland Center, Cleveland
- Sammlung Deutsche Bank, Frankfurt a. Main
- Drammens Museum, Drammen
- Ellipse Foundation, Cascais, Portugal
- Fort Wayne Art Museum, Indiana
- Foundation 20 21, New York
- Sammlung Goetz, München
- Hudson Valley Center for Contemporary Art, Peekskill
- Kistefos Museum, Oslo
- MIT List Visual Arts Center, Cambridge
- Museum Ludwig, Cologne
- Museum of Modern Art, New York
- Museum of Contemporary Art, Chicago
- Museum of Contemporary Art, Los Angeles
- Nelson-Atkins Museum of Art, Kansas City
- Nerman Museum of Contemporary Art, Overland Park
- Nordea Art Collection, Oslo
- Philadelphia Museum of Art, Philadelphia
- Pinakothek der Moderne, München
- Sammlung Olbricht, Essen/Berlin
- St. Louis Museum of Art, St. Louis
- Tate Gallery, London
- Walker Art Center, Minneapolis
- Whitney Museum of American Art, New York

## Ausstellungen (Auswahl)

### Einzelausstellungen
- 2022: Somatic Transmission & Qualiascope (Recent Paintings), Galerie Max Hetzler, Paris
- 2021: Galerie Eva Presenhuber, Zurich
- 2021: Arbeiten 1980 bis Heute, Kunstparterre, Munich
- 2021: Carroll Dunham | Albert Oehlen, Galerie Max Hetzler, London
- 2020: Paintings, Gerhardsen Gerner, Oslo
- 2020: Carroll Dunham / Albert Oehlen: Bäume / Trees, Sprengel Museum Hannover, Hanover[7] (travelled from Kunsthalle Düsseldorf, Dusseldorf)(catalogue)

- 2020: Gladstone Gallery, Brussels
- 2020: Drawings: 1990–2009, James Barron Art, Kent
- 2019: Carroll Dunham / Michael Williams: Drawings, curated by Cornelius Tittel, Galerie Max Hetzler, Berlin
- 2019: Carroll Dunham / Albert Oehlen: Bäume / Trees, Kunsthalle Düsseldorf, Dusseldorf (travelled to Sprengel Museum Hannover, Hanover, 2020) (catalogue)
- 2019: Recent Paintings, Galerie Eva Presenhuber, Zurich
- 2018: Gladstone Gallery, New York
- 2017: Blum & Poe, Los Angeles (catalogue)
- 2016: Inigo Philbrick, London
- 2016: Drawings 1982 – 96, Gladstone 64, New York
- 2015: Gladstone Gallery, New York
- 2014: Gerhardsen Gerner, Oslo
- 2014: Drawings: Carroll Dunham, Denver Art Museum, Denver
- 2014: Galerie Eva Presenhuber, Zurich
- 2012: Gladstone Gallery, New York (catalogue)
- 2012: A Drawing Survey (catalogue), Blum & Poe, Los Angeles
- 2012: Bernier / Eliades Gallery, Athens
- 2011: Gerhardsen Gerner, Berlin
- 2011: Gladstone Gallery, Brussels
- 2011: Patrick de Brock Gallery, Knokke
- 2010: Gladstone Gallery, Brussels
- 2010: Patrick de Brock Gallery, Knokke
- 2010:Paintings, Blum & Poe, Los Angeles
- 2010:Carroll Dunham Prints: A Survey, University Art Gallery, State University of New York, Albany
- 2010:Paintings, Baldwin Gallery, Aspen

### Gruppenausstellungen
- 2022: The Drawing Centre Show, Le Consortium, Dijon (catalogue)
- 2022: Obertura. Más allá de los mapas, Museo de Arte Contemporáneo de Alicante, Alicante
- 2021: Closer to Life: Drawings and Works on Paper in the Marieluise Hessel Collection, CCS Bard galleries, Bard College, Annandale-on-Hudson, NY (catalogue)
- 2021: and I will wear you in my heart of heart, FLAG Art Foundation, New York
- 2021: Parallel Phenomena: Works on Paper by Carroll Dunham, Susan Te Kahurangi King, Gladys Nilsson and Peter Saul, Andrew Edlin Gallery, New York
- 2020:Duro Olowu: Seeing Chicago, Museum of Contemporary Art Chicago, Chicago
- 2020: New Images of Man, curated by Alison Gingeras, Blum & Poe, Los Angeles
- 2019: Samaritans, Eva Presenhuber, New York
- 2019: Some Trees, Nino Mier Gallery, Los Angeles
- 2019: Driving Forces: Contemporary Art from the Collection of Ann and Ron Pizzuti, Columbus Museum of Art, Columbus
- 2018: Four Rooms, Blum & Poe, New York
- 2018: Original Behavior, Sheldon Museum of Art, Lincoln
- 2018: Gun Country, Addison Gallery of American Art, Andover
- 2018: Syphilis: Curated by Adam Cohen and Anton Kern, Rental Gallery, East Hampton
- 2018: Out of Control, Venus Over Manhattan, New York
- 2018: Art Crush 2018, Aspen Art Museum, Aspen
- 2018: White Columns Benefit Auction, White Columns, New York
- 2017: Discomposure, Telles Fine Arts, Los Angeles
- 2017: Vanishing Point, James Cohan Gallery, New York
- 2017: Artists as Innovators: Celebrating Three Decades of NYSCA/NYFA Fellowships, Dorsky Museum, SUNY New Paltz, New Paltz (travelled to Dowd Gallery, SUNY Cortland, Cortland; Fosdick-Nelson Gallery, Alfred University, Alfred; SUNY Plattsburgh, Plattsburgh)
- 2017: Drawing Island, The Journal Gallery, New York
- 2017: Fast Forward: Painting from the 1980s, Whitney Museum of American Art, New York
- 2016: Olympia, Galerie Patrick Seguine, Paris
- 2016: Two Palms, Contemporary Fine Arts, Berlin
- 2016: Before Sunrise, Karma, Amagansett
- 2016: Nice Weather, Skarstedt Gallery, New York
- 2016: In the Making: Artists, Assistants, and Influence, Luxembourg & Dayan, New York
- 2016: A Shape That Stands Up, Hammer Museum, Art + Practice, Los Angeles

## Auszeichnungen
- 2010: Wahl zum Mitglied (N.A.) der National Academy of Design in New York
- 2020: Wahl zum Mitglied der American Academy of Arts and Letters